# 천북초등학교 화당분교
천북초등학교 화당분교는 대한민국 경상북도 경주시 천북면 새터흥림길 1-27 (화산리)에 있었던 공립 초등학교이다.

## 연혁
- 1961년 4월 1일 천북초등학교 화당분교
- 1966년 4월 10일 화당국민학교 승격
- 1996년 3월 1일 화당초등학교로 개칭
- 1998년 3월 1일 천북초등학교 화당분교장으로 편입
- 2001년 3월 1일 폐교